# Kamienica (jezioro)
Kamienica – jezioro rynnowe położone na Równinie Gryfickiej, w powiecie kołobrzeskim, na pograniczu gmin Gościno i Siemyśl. Jezioro przepływowe typu leszczowego w zlewni rzeki Błotnicy, wypływającej z tego jeziora.
Na brzegu, w miejscowości Dargocice, niewielkie ośrodki wypoczynkowe, pole namiotowe i kemping. W części centralnej – zagospodarowane (zmodernizowany pomost, plaża) kąpielisko o znaczeniu lokalnym, poza tym popularne miejsce wędkowania.
Na Kamienicy obowiązuje całoroczny zakaz używania jednostek pływających napędzanych silnikami spalinowymi, służących do rekreacji, uprawiania sportów wodnych i amatorskiego połowu ryb.
Z jeziorem związana jest legenda o zatopionym mieście, według której miasto zostało zatopione z powodu świętokradczego czynu burmistrza, który nakazał wysypanie drogi, po której udawała się jego córka do ślubu, okruszynkami chleba. Podobno gdy zbliżają się Święta Wielkanocne, z głębi jeziora słychać dźwięki kościelnych dzwonów, a w pewien jeden dzień w roku poziom wody jest tak niski, że widać wierzchołek wieży kościoła.
Ok. 0,5 km na wschód od jeziora znajduje się wzniesienie Łysica o wysokości 76 m n.p.m.
Powierzchnia zwierciadła wody według różnych źródeł wynosi od 66,2 ha do 75,0 ha. Zwierciadło wody położone jest na wysokości 21,3 m n.p.m. lub 22,0 m n.p.m. Średnia głębokość jeziora wynosi 5,9 m, natomiast głębokość maksymalna 12,2 m.
Do 1945 r. stosowano niemiecką nazwę Kämitz See. W 1949 r. ustalono urzędowo polską nazwę Kamienica.